# Drosica memorialis
Drosica memorialis är en fjärilsart som beskrevs av Edward Meyrick 1921. Drosica memorialis ingår i släktet Drosica och familjen äkta malar. Inga underarter finns listade i Catalogue of Life.